# Manalapan Township
Manalapan Township ist ein Township im Monmouth County von New Jersey in den Vereinigten Staaten. Das Township ist Teil der New York Metropolitan Area. Das U.S. Census Bureau ermittelte bei der Volkszählung 2020 eine Einwohnerzahl von 40.905.

## Geschichte
Die Schlacht von Monmouth wurde 1778 auf dem Land ausgetragen, das heute Teil der Gemeinden Manalapan und Freehold ist. Der Monmouth Battlefield State Park nimmt 2928 Acres (1185 ha) in den beiden Townships ein.
Manalapan Township wurde durch einen Akt der New Jersey Legislative am 9. März 1848 aus Teilen von Freehold Township gebildet. Englishtown wurde am 4. Januar 1888 als Borough aus Teilen von Manalapan gebildet, basierend auf den Ergebnissen eines Referendums vom Vortag.

## Demografie
Laut einer Schätzung von 2019 leben in Manalapan Township 39.325 Menschen. Die Bevölkerung teilt sich im selben Jahr auf in 88,5 % Weiße, 2,0 % Afroamerikaner, 0,3 % amerikanische Ureinwohner, 7,1 % Asiaten und 1,1 % mit zwei oder mehr Ethnizitäten. Hispanics oder Latinos aller Ethnien machten 6,4 % der Bevölkerung aus. Das mittlere Haushaltseinkommen lag bei 122.304 US-Dollar und die Armutsquote bei 2,9 %.
| Bevölkerungsentwicklung Bei den Daten handelt es sich um Volkszählungsergebnisse. | Bevölkerungsentwicklung Bei den Daten handelt es sich um Volkszählungsergebnisse. | Bevölkerungsentwicklung Bei den Daten handelt es sich um Volkszählungsergebnisse. | Bevölkerungsentwicklung Bei den Daten handelt es sich um Volkszählungsergebnisse. | Bevölkerungsentwicklung Bei den Daten handelt es sich um Volkszählungsergebnisse. | Bevölkerungsentwicklung Bei den Daten handelt es sich um Volkszählungsergebnisse. | Bevölkerungsentwicklung Bei den Daten handelt es sich um Volkszählungsergebnisse. | Bevölkerungsentwicklung Bei den Daten handelt es sich um Volkszählungsergebnisse. | Bevölkerungsentwicklung Bei den Daten handelt es sich um Volkszählungsergebnisse. | Bevölkerungsentwicklung Bei den Daten handelt es sich um Volkszählungsergebnisse. |
| --------------------------------------------------------------------------------- | --------------------------------------------------------------------------------- | --------------------------------------------------------------------------------- | --------------------------------------------------------------------------------- | --------------------------------------------------------------------------------- | --------------------------------------------------------------------------------- | --------------------------------------------------------------------------------- | --------------------------------------------------------------------------------- | --------------------------------------------------------------------------------- | --------------------------------------------------------------------------------- |
| Jahr                                                                              | 1940                                                                              | 1950                                                                              | 1960                                                                              | 1970                                                                              | 1980                                                                              | 1990                                                                              | 2000                                                                              | 2010                                                                              | 2020                                                                              |
| Einwohner                                                                         | 1.900                                                                             | 3.137                                                                             | 3.990                                                                             | 14.049                                                                            | 18.914                                                                            | 26.716                                                                            | 33.423                                                                            | 38.872                                                                            | 40.905                                                                            |